# Ibai Azanza
Ibai Azanza Burusco (Pamplona, 22 februari 2004) is een Spaans wielrenner.

## Carrière
Als tweedejaars junior werd Azanza nationaal kampioen tijdrijden, voor Nil Aguilera en Hugo de la Calle. Een week later werd hij op hetzelfde onderdeel negentiende op het Europees kampioenschap.
In 2025 werd Azanza prof bij Equipo Kern Pharma, dat hem na een stageperiode overhevelde vanuit hun opleidingsploeg.

## Overwinningen
2024
 Spaans kampioen tijdrijden, Junioren
2025
Jongerenklassement Ronde van Cova da Beira

## Ploegen
- 2024 –  Equipo Kern Pharma (stagiair vanaf 1 augustus)
- 2025 –  Equipo Kern Pharma

Agirre · H. Aznar · U. Aznar · Berrade · Brustenga · Castrillo · Cobo · Elosegui · Fernández · Galván · García Pierna · Gutiérrez · Iribar · Jaime · López · Marquez · Miquel · Parra · Retegi · Ruiz · Sánchez · Soto · Uriarte · van der Tuuk · Azanza (stagiair) · Carrascosa (stagiair) · Etxeberria (stagiair)